# Chester G. Starr
Chester G. Starr (Centrália, Missouri 5 de outubro de 1914 (110 anos) - Ann Arbor, Michigan, 22 de setembro de 1999) foi um historiador estadunidense. Adquiriu seu bacharelado e mestrado da Universidade de Missouri e seu Ph.D da Universidade Cornell. Atuou por 30 anos como professor de história na Universidade de Ilinóis antes de juntar-se ao U-M em 1970. Em U-M, foi o A.M. e Professor H.P. Bentley de História de 1973 até sua aposentadoria em 1985.
Chester foi casado com Gretchen, com quem teve quatro filhos (Richard, Thomas, Jennifer Johnson e Debbye Sessions). Sabe-se que teve oito netos. Membro da Academia de Artes e Ciências dos Estados Unidos, Starr foi o reitor reconhecido de História Antiga na América, o autor de mais de 20 livros escolares e presidente fundador da Associação de Historiadores Antigos. Entre 1942-1946 interrompeu suas atividades acadêmicas para servir o exércitos dos Estados Unidos. Ele foi o chefe da Seção Histórica do Quinto Exército na Itália, atingiu o posto de tenente-coronel e recebeu a Estrela de Bronze.